# Joshua (ketch)
Pour les articles homonymes, voir Joshua.
Le Joshua est un ketch en acier de Bernard Moitessier, avec lequel il participe au Golden Globe Challenge. Il a été construit en 1962 au chantier de Jean Fricaud localisé à Chauffailles (Saône-et-Loire) .
Joshua fait l'objet d'un classement au titre des monuments historiques depuis le 6 septembre 1993.

## Histoire
Il est construit pour Bernard Moitessier avec les droits d'auteur de son livre Vagabond des mers du Sud (éditions Arthaud), où il raconte ses pérégrinations à bord des bateaux Marie-Thérèse et Marie-Thérèse II sur le trajet entre l'Indochine, où il passa sa jeunesse, et la France.
Il a été baptisé Joshua en hommage à Joshua Slocum, navigateur canadien auteur du premier tour du monde à la voile en solitaire.
Après deux années d'école de croisière en Méditerranée, Bernard Moitessier et sa femme Françoise emmènent Joshua jusqu'à Tahiti, via les Antilles et les Galápagos, puis le ramènent en Europe via le Cap Horn.
En 1968-69, Bernard Moitessier participe sur Joshua au Golden Globe Challenge, la première course autour du monde en solitaire. Aux 2/3 du parcours, bien placé pour arriver premier, il décide de ne pas regagner l'Europe et abandonne pour, au bout d'un tour du monde et demi, atteindre la Polynésie, où il vivra à bord de Joshua ou sur un petit îlot de l'atoll de Ahe, aux Tuamotu.
Au début des années 1980, Bernard Moitessier emmène Joshua en Californie. Le 8 décembre 1982, au Mexique, Joshua est arraché de son mouillage et jeté à la côte par un cyclone tropical ou extratropical.
Il est retrouvé en 1989 à Seattle. Le 12 juin 1990, le musée maritime de La Rochelle l'achète pour 350 000 francs (l'équivalent de 93 000 euros en 2023), avec l'aide de la Socafim Sud-Ouest,. Le ketch est ramené au Havre à bord du CGM Champagne. Il est convoyé du Havre à La Rochelle par Gérard Janichon et Pierre Follenfant. Patrick Schnepp, créateur du musée maritime, invita Bernard Moitessier à revoir son bateau.
Depuis le 6 septembre 1993 Joshua fait l'objet d'un classement au titre des monuments historiques.
Le bateau navigue toujours (environ 150 jours par an) lors de petites croisières ou de rassemblements nautiques. Il est armé par les Amis du musée maritime de La Rochelle.
Il est visible en hivernage dans le Bassin des Chalutiers du port de La Rochelle sur l'un des pontons du Musée maritime de La Rochelle. Il est aussi membre de la flotte du Yacht Club Classique de La Rochelle. Son identification de voile est « FRA 2C ».
Le 5 juin 2000, Jacques Peignon navigue sur Joshua pour accompagner les concurrents au départ de la transat Plymouth-Newport. Il lui a été prêté par le musée maritime de La Rochelle au titre d'une opération promotionnelle,.
En 2017, les organisateurs du Golden Globe Race annoncent la création d'une classe Joshua. Cette nouvelle série reprend les caractéristiques du bateau de Bernard Moitessier. Le premier voilier est construit, en Turquie, au chantier Asboat Yacht Builder d'Izmir. Dix unités sont attendues au maximum et seront au départ du Golden Globe Race 2022.
En 2018, Joshua est exposé dans le port des Sables d'Olonne en Vendée, auprès des compétiteurs du Golden Globe Race, à l'occasion du cinquantième anniversaire du Golden Globe Challenge.

### Caractéristiques et données techniques
Joshua est mis en chantier en 1961 et lancé en 1962. Ce n'est qu'en 1963 que le chantier Meta, dirigé par Joseph Fricaud (fils de Jean) s'installe à Tarare (Rhône) où plus de 70 exemplaires de Joshua seront construits, en acier ou en aluminium épais (technique de construction Strongall dont Meta détient le brevet).
Son numéro d'immatriculation est LR 814824 (La Rochelle).

## Galerie

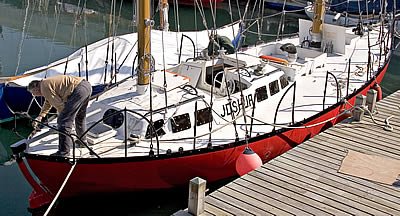
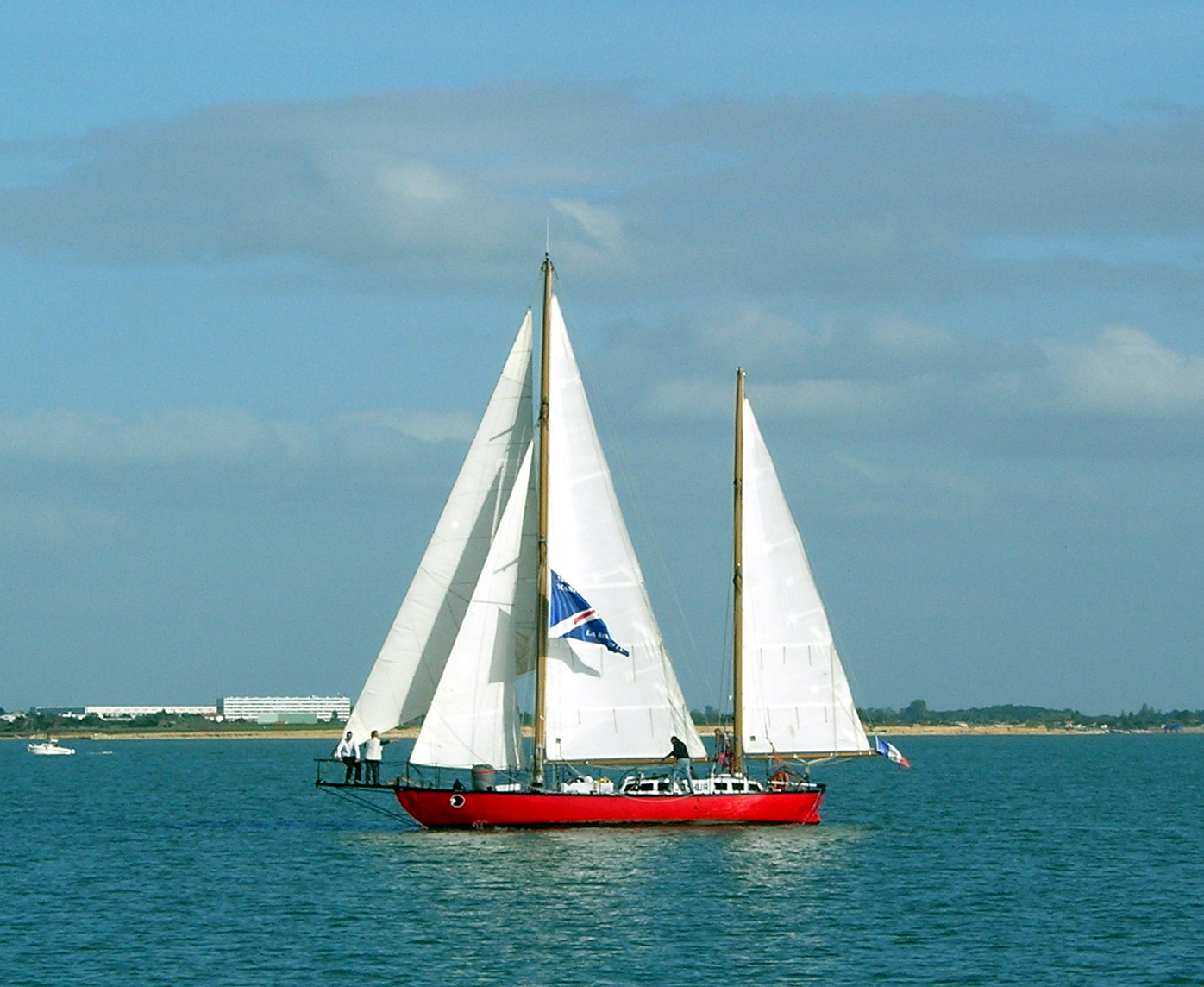
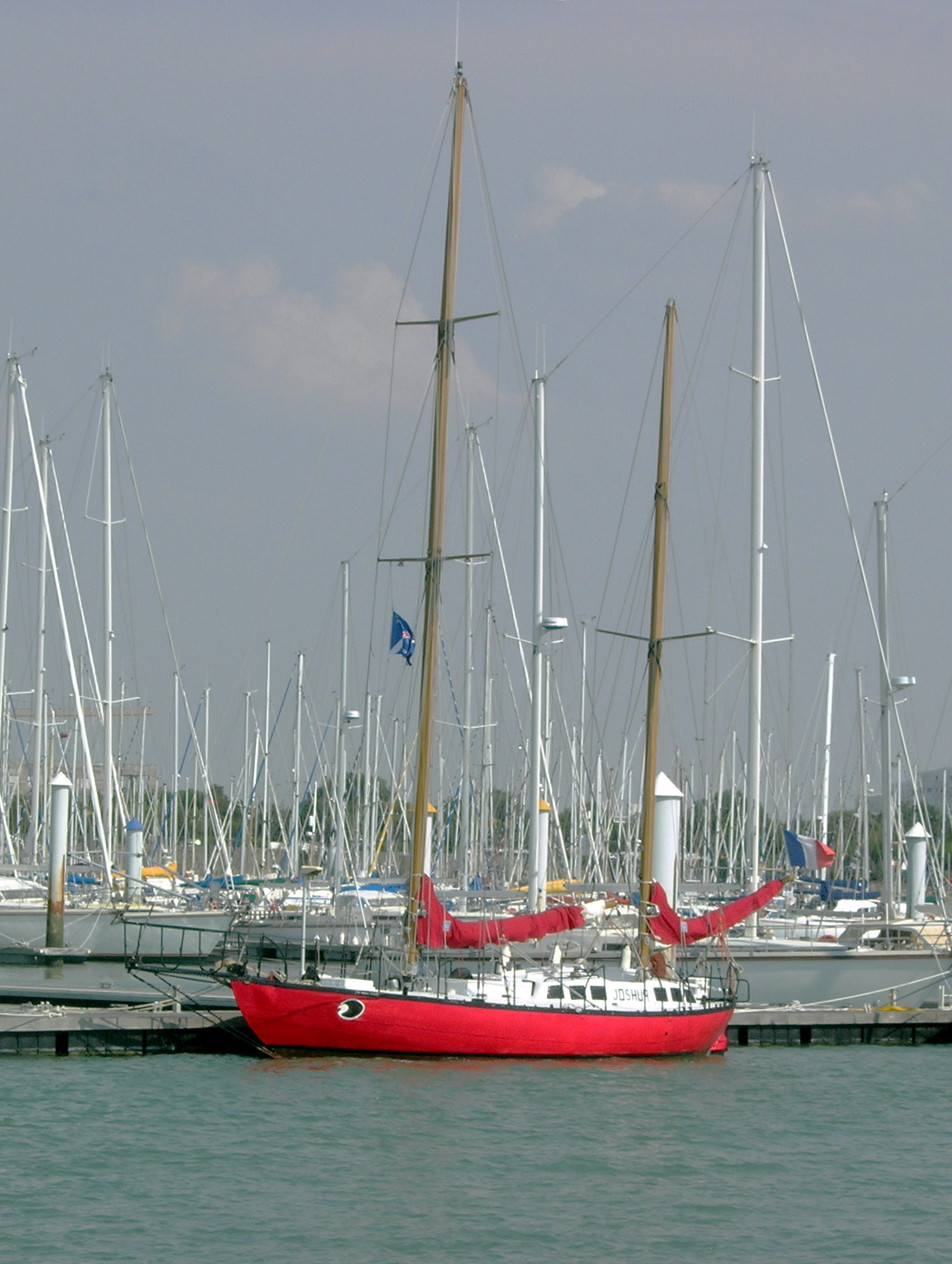
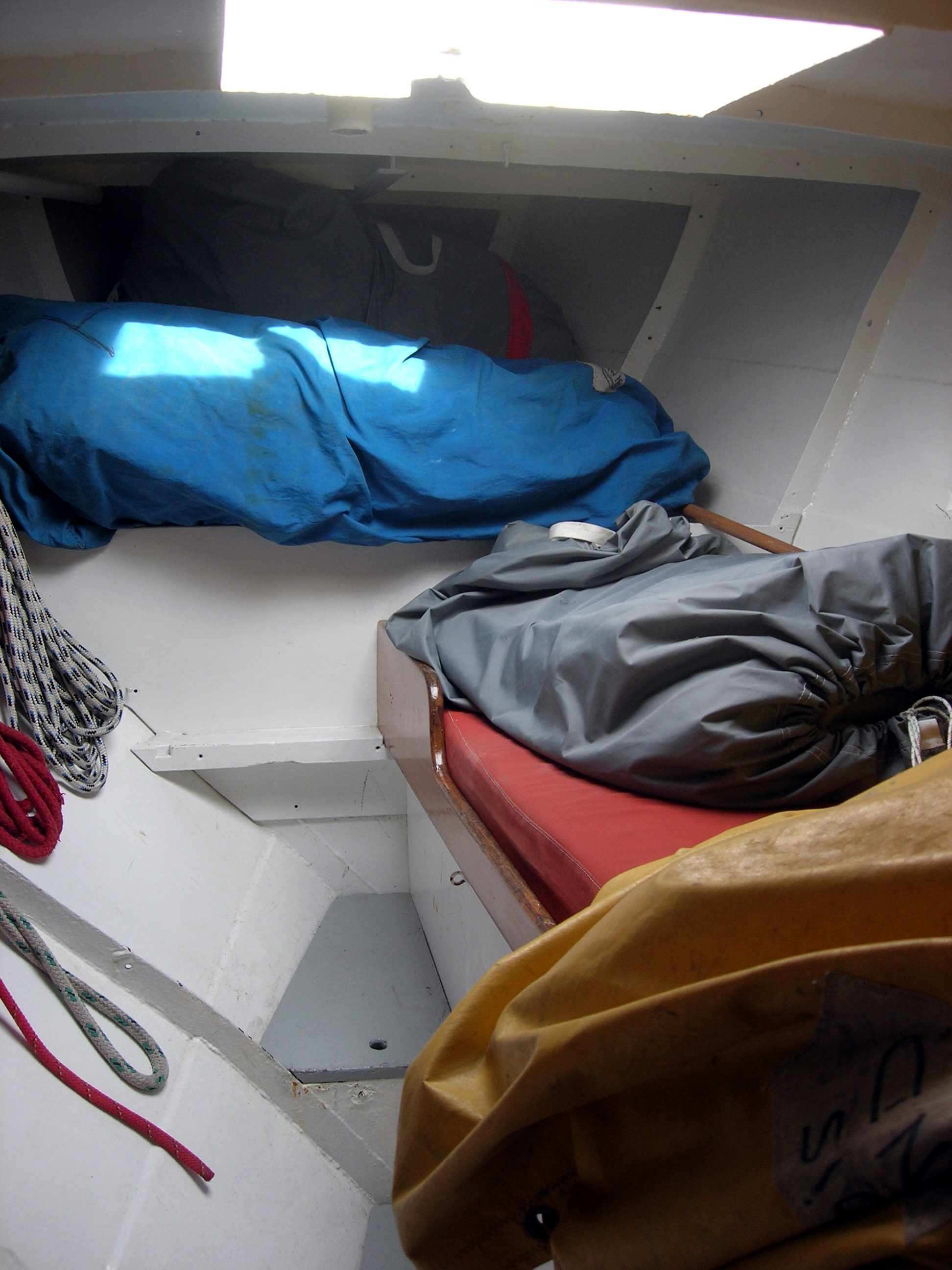
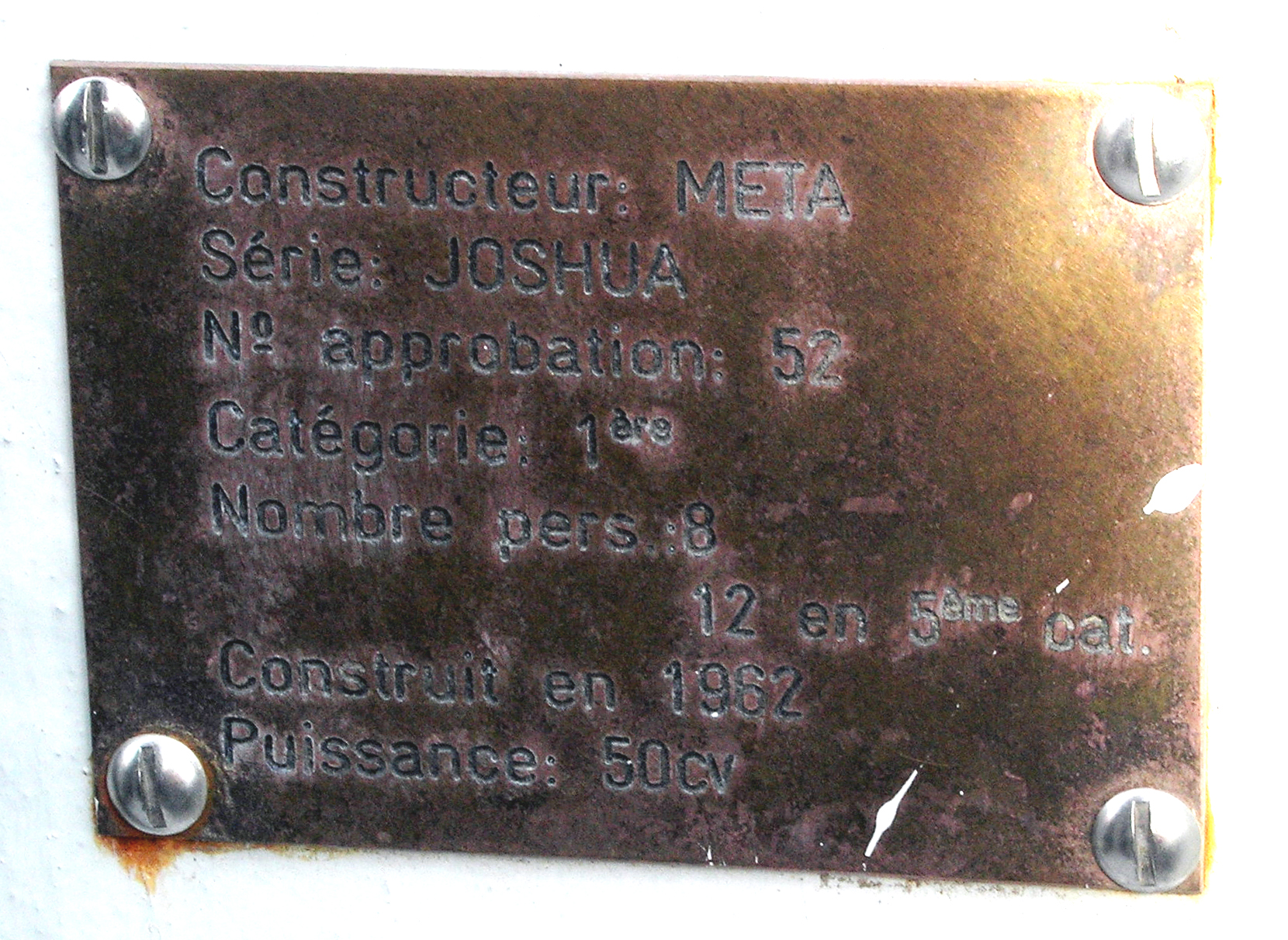
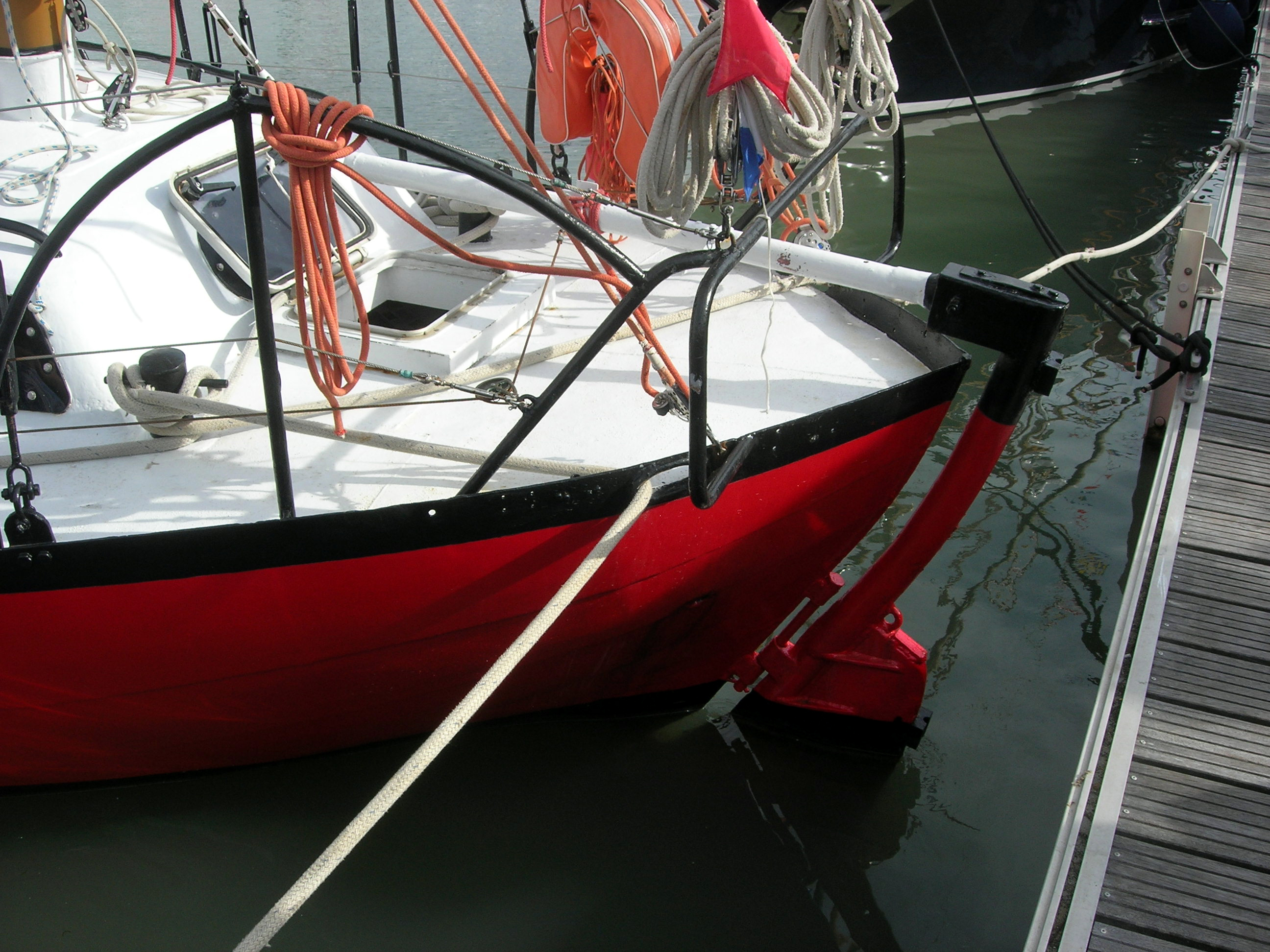
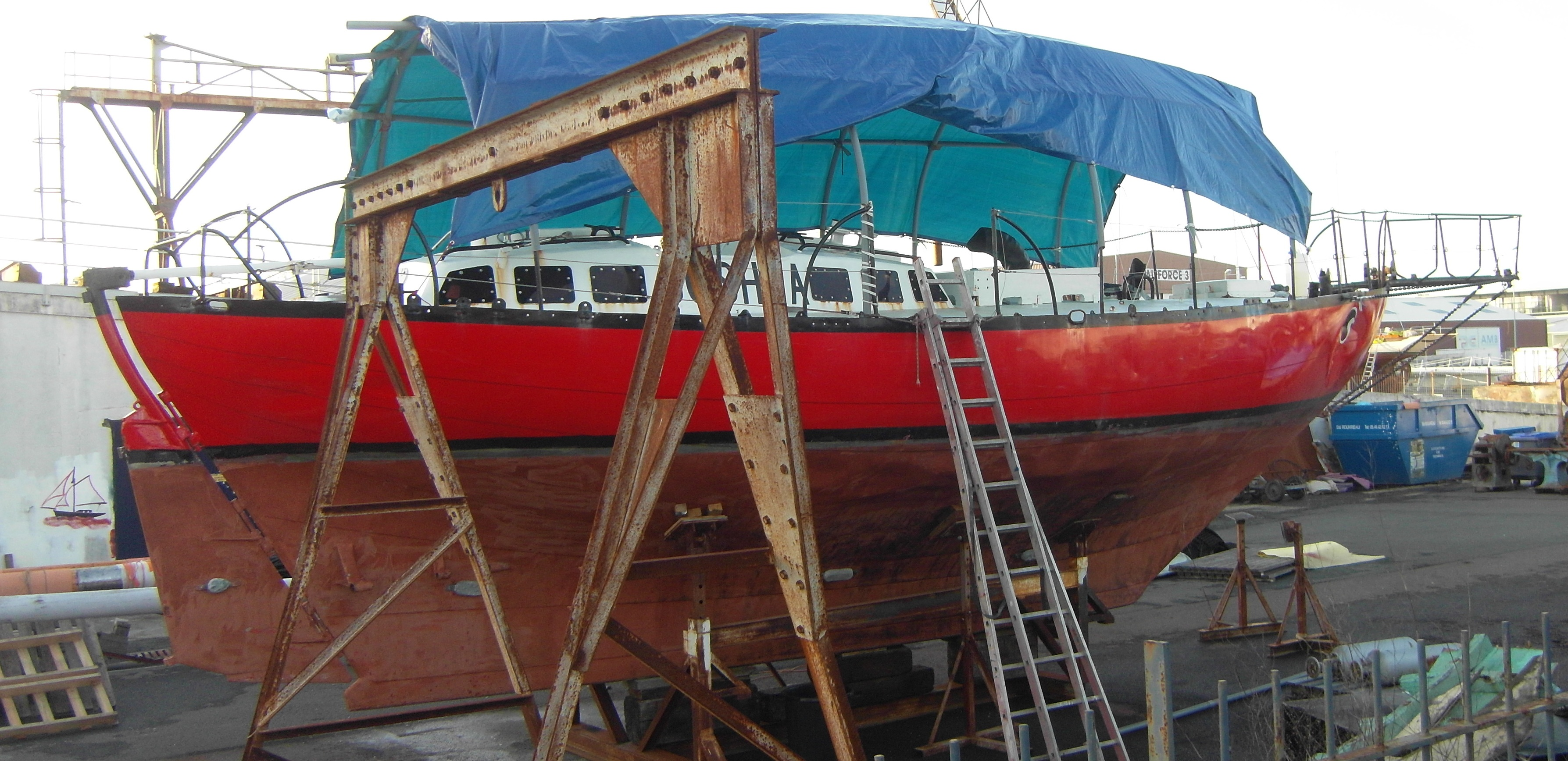